# スーパー戦隊ヒーローズ
『スーパー戦隊ヒーローズ』（スーパーせんたいヒーローズ）は、2012年4月26日にバンダイナムコゲームスとDeNAが運営するMobage（モバゲー）よりサービスを配信したソーシャルゲーム。
2013年4月30日でサービス終了した。

## 概要
東映製作の特撮作品「スーパー戦隊シリーズ」を土台に、『秘密戦隊ゴレンジャー』から『特命戦隊ゴーバスターズ』までの歴代スーパー戦隊やロボットが登場する。プレイヤーは自分の好きな戦隊やロボットの力を宿したカードを集め、特訓や訓練をすることで「宇宙一のスーパー戦隊」にしていく。
開発元はCygamesであり、同社およびバンダイナムコゲームスが開発した『アイドルマスター シンデレラガールズ』とゲームシステムやインタフェースが一部酷似している。